# Дзвінок (фільм, 1998)
«Дзвінок» (яп. リング, що відповідає англ. ring) — японський надприродний психологічний фільм жахів 1998 року, знятий режисером Хідео Наката за мотивами роману 1991 року Судзукі Кодзі. У фільмі з Нанако Мацусімою, Мікі Накатані та Санада Хіроюкі в головних ролях розповідається про репортера, який поспішає розслідувати таємницю проклятої відеокасети; той, хто подивиться цю касету, помирає через сім днів після цього. В Японії фільм називається The Ring (стилізовано під «Перстень») англійською мовою, а в Північній Америці вийшов під назвою Ringu.
Виробництво зайняло приблизно дев'ять місяців. «Дзвінок» і його продовження «Спіраль» вийшли в Японії одночасно. Після виходу на екрани «Дзвінок» мав величезний касовий успіх в Японії і був схвалений критиками. Він надихнув численні продовження франшизи «Дзвінок», популяризував японські жахи (або «J-horror») на міжнародному рівні та запустив тенденцію західних ремейків фільмів J-horror, включаючи американський фільм «Дзвінок» 2002 року.

## Сюжет
Під час ночівлі старшокласники Томоко і Масамі обговорюють міську легенду про відеокасету, яка прирікає своїх глядачів на смерть через сім днів після зловісного телефонного дзвінка. Томоко зізнається, що минулого тижня вона з друзями дивилася дивну відеокасету, а потім отримала незрозумілий телефонний дзвінок. Вони отримують фальшивий телефонний дзвінок, а потім Масамі йде до туалету. Томоко стає свідком того, як сам собою вмикається телевізор, і її вбиває невидима присутність.
Рейко Асакава, тітка Томоко і журналістка, яка розслідує цю міську легенду, відвідує її похорон і дізнається, що троє друзів Томоко, які дивилися касету разом з нею, померли одночасно з нею. Рейко відвідує курортний будиночок, де зупинялися ці четверо, і знаходить немарковану відеокасету. Вона містить короткі, на перший погляд, не пов'язані між собою сцени, що супроводжуються криками, і закінчується зйомкою колодязя. Після перегляду Рейко бачить привид і отримує телефонний дзвінок, що супроводжується звуками вереску з касети. Переконана, що її проклято, Рейко забирає касету і залишає хатину.
Рейко звертається по допомогу до свого колишнього чоловіка-екстрасенса Рюдзі Такаями. Досліджуючи копію плівки, яку зробила Рейко, пара знаходить загадкове послання, вимовлене на діалекті Тсіми, і готується вирушати до Тсіми. Перед від'їздом Рейко застає Йоічі, свого сина з Рюдзі, за переглядом касети після того, як «Томоко» наполягла на цьому.
У Хісімі Рейко та Рюдзі дізнаються про Шізуко Ямамуру, жінку з касети. Перед самогубством Шізуко стала відомою після публічної демонстрації своїх екстрасенсорних здібностей, організованої дослідником екстрасенсорики доктором Хейхачіро Ікумою, з яким у неї був роман. Під час зіткнення з братом Шідзуко, Такаші, пара дізнається через видіння, що під час демонстрації молодша донька Шідзуко, Садако, чиє ім'я згадується у записі, екстрасенсорно вбила журналіста, який засуджував здібності Шідзуко. Не зумівши розшукати Садако, Рейко розуміє, що Рюдзі так і не отримав телефонного дзвінка після перегляду касети, як вона це зробила в хатинці в Ідзу.
Повернувшись до хатини, Рейко та Рюдзі знаходять у підвалі запечатаний колодязь. З іншого видіння вони дізнаються, що доктор Ікума зачинив Садако в колодязі. Вони приходять до висновку, що Садако залишилася живою і що прокляття народилося, коли відеокасета «записала» лють, яку вона спроектувала. Викачуючи воду, вони знаходять останки Садако. Семиденний термін, відведений Рейко, минає, а вона залишається живою, що дає їм підстави вважати, що прокляття знято.
Наступного дня телевізор Рюдзі вмикається сам по собі, показуючи колодязь в кінці стрічки. Мстивий дух Садако, хитаючись, виринає з колодязя і телевізора, наближається до Рюдзі і вбиває його. Рейко, яка в цей час намагалася додзвонитися до Рюдзі, чує його останні хвилини по телефону. Керуючись видіннями, Рейко розуміє, що мимоволі знайшла справжній спосіб уникнути прокляття: скопіювати касету і показати її комусь іншому протягом семи днів. Відчайдушно намагаючись врятувати Йоічі, Рейко їде додому до батька, щоб показати йому касету.